# Cova Santa (Vallada)
La Cova Santa de Vallada es un yacimiento arqueológico que funcionó como lugar de inhumación colectiva durante un  periodo de transición entre el Eneolítico y el Bronce Valenciano. También conocido como Horizonte Campaniforme de Transición o HCT.2500-2100 Cal BC

## Localización
Con unas coordenadas de latitud 38º 53' 18.10” N/ longitud 0º 41' 50” O y una altitud de 360 metros sobre el nivel del mar este yacimiento se encuentra situado en la ladera septentrional de la Serra Grossa,  en  las inmediaciones de la localidad  de Vallada, municipio que pertenece  a la comarca de La Costera en la provincia de Valencia y a 76 km de la capital en dirección sur, a la que se accede a través de la A-7.

## Descripción
La morfología de la cueva fue favorecida por la existencia de una diaclasa de dirección NE-SO  que dio como resultado la formación de una sima con dos salas de diferente profundidad y amplitud, siendo de dieciocho por ocho metros la más grande de ellas y de dos por dos metros la menor, a las que se accedía con facilidad a través de una obertura de sección semicircular con un desnivel entre la boca de entrada y el nivel 0 de excavación no mayor de 1.5 metros, aumentando esta diferencia hasta los 2.5 metros tras los trabajos realizados durante el proceso de extracción de materiales.

## Historia de la investigación
En el año 1978 la asociación “Pare Presentat” de Vallada contaba con el aval necesario para  la realización de los trabajos de prospección en los distintos yacimientos de la zona por parte del S.I.P y con la colaboración de jóvenes vecinos de la localidad. Entre los integrantes de la asociación que participaron en las tareas de prospección figuran Fernando Giner Giner, Héctor Garrido Penadés, Francisco Campoamor Vila y José Pelejero Ferrer.
Entre los años 1979 y 1980 el Servei d' Investigació Prehistórica (S.I.P.) procedió a realizar los trabajos de excavación del yacimiento con carácter de urgencia de la mano de Bernat Martí Oliver, que ostentaba en aquellas fechas el cargo de director del Museo de Prehistoria de Valencia, tras el hallazgo de restos susceptibles de ser valorados y la puesta en conocimiento a las autoridades competentes por parte de la asociación "Pare Presentat" pues existía el riesgo inminente de perder parte de la información debido al acceso libre y continuado de visitantes.
Para llevar a cabo  los trabajos de excavación se procedió a dividir el yacimiento en tres sectores denominados como A', B', y C' con niveles; superior, medio e inferior y un nivel 0 general, dando como resultado el hallazgo de un enterramiento múltiple con un número total de siete individuos  en el sector A' y de dos individuos en el sector B', cada uno de ellos con sus respectivos ajuares. Sin embargo los materiales recuperados en el sector C' cubrían un amplio espectro cronológico por extravasación de materiales desde los sectores A'- B' y por contener restos de época ibérica y medieval.
Formaban parte del equipo de excavación dirigido por Bernat Martí Oliver el Doctor Francisco Ruíz Perales (que contribuyó a la identificación de los restos humanos), Agustín Ferrer Clarí (que realizó la planimetría del yacimiento) y Manuel Pérez Ripoll e Inocencio Sarrión Montañana (que estudiaron la fauna del mismo).

## Hallazgos por sectores

### Sector A. Restos humanos
| Número 1 | Adulto. Muy fragmentado. Amontonado y mezclado con número 2. Dos fragmentos de mandíbula inferior, un fémur, un cúbito, una tibia, fragmentos de clavícula, etc.                                                                                      |
| Número 2 | Niño. Muy fragmentado. Amontonado y mezclado con número 1. Múltiples fragmentos de vértebras, delgados restos de cráneo, dentadura de leche, finos fragmentos de costillas, un húmero (13 cm.) un fémur (17 cm) una diáfisis posiblemente del peroné. |
| Número 3 | Adulto. Completo. El mejor estudiado. |
| Número 4 | Adulto. Partes completas. Apto para el estudio. Disposición de brazo, axis, pelvis y fémur en disposición fetal o flexionada, ocupando una superficie entre 1'10 cm y 1'20 cm.                                                                        |
| Número 5 | Niño. Muy fragmentado. Junto a número 7. Restos de cráneo y dientes. |
| Número 6 | Adulto joven. Muy fragmentado. Molares con escaso desgaste, recomposición de un cúbito, un radio, un húmero (27 cm) un fémur (38 cm) algunas vértebras y una clavícula.                                                                               |
| Número 7 | Niño. Muy fragmentado. Junto a número 5. Restos de cráneo y dientes. |

### Sector A. Restos de fauna
| Ovis aries   | Cinco fragmentos.                                |
| Capra hircus | Dos fragmentos.                                  |
| Bos taurus   | Hemimandíbula derecha y fragmentos de vértebras. |

### Sector A. Materiales arqueológicos. Ajuares
| Sílex    | Un fragmento distal de hojita sin retocar, Un fragmento medial y distal de hojita sin retocar, Una lasca con retoque bifacial invasor, cinco puntas de flecha con pedúnculo y aletas incipientes con retoque plano, cubriente y bifacial.                                                                             |
| Piedra   | Un hacha pulida. Material semejante a la obsidiana. |
| Concha   | Siete dentalium, s.p. cuentas de collar. Una Thais haemastoma muy pulida. Colgante con perforación central y en ápice. Quince colgantes realizados sobre fragmentos de Acanthocardia tuberculata y de Glycimeris Gaditanus con perforación y diversas morfologías; triangulares, ovalados, segmentos de círculo, etc. |
| Hueso    | Dos colgantes en forma rectangular con perforación en uno de sus extremos. Un gran colgante fabricado sobre colmillo de Sus Scrofa.Un colgante fabricado sobre un incisivo con perforación superior. Un Botón en V. Un botón en forma cuadrada con dos perforaciones y muy desgastado.                                |
| Cerámica | Un cuenco hemisférico de pequeñas dimensiones hecho a mano y sin decoración. Un Vaso globular con cuello corto y ligeramente exvasado, hecho a mano y sin decoración. Varios fragmentos de cerámica atípicos y sin decoración.                                                                                        |

### Sector B. Restos humanos
| Número 8 | Cráneo. Muy fragmentado. Multitud de fragmentos óseos.                                                                 |
| Número 9 | Cráneo. Varias costillas, una articulación de brazo, un húmero y restos varios. Hallado en la parte norte de la cueva. |

### Sector B. Restos de fauna
| Ovicápridos | Escasos y muy fragmentados. Relacionados con los encontrados en el sector A. |

### Sector B. Materiales arqueológicos. Ajuares
| Sílex    | Un fragmento medial y distal de hoja. Retoque directo, oblicuo y continuo en el borde izquierdo. Un fragmento medial y distal de hoja, con retoque directo, oblicuo, invasor en el borde izquierdo y parte distal e invasor en el borde derecho. Un perforador sobre hoja con retoque directo, abrupto y oblicuo bilateral. Tres puntas de flecha foliáceas con retoque plano, cubriente y bifacial. |
| Piedra   | Un hacha pulida de color verde y gris moteada de negro. Semejante al granito. Un hacha, parcialmente descompuesta, de color negruzco, semejante al pórfido. |
| Concha   | Seis Dentalium s.p. Cuentas de collar. |
| Hueso    | Un Punzón roto en la parte distal fabricado sobre metapodio de ovicáprido. |
| Cerámica | Un vaso con asa anular vertical. Hecho a mano y sin decoración. Un cuenco hemisférico hecho a mano y sin decoración. Un pequeño vaso carenado hecho a mano y sin decoración. Un cuenco en forma de casquete hecho a mano y sin decoración. Diversos fragmentos atípicos hechos a mano y sin decoración.                                                                                              |
| Metal    | Una punta de jabalina del tipo Palmela de hoja ovalada con largo pedúnculo y de sección rectangular. Cobre. |

### Sector C. Restos humanos
| Restos | Un axis, una vértebra dorsal, dos fragmentos de cráneo, un metacarpo y varias piezas dentarias. Materiales recogidos en superficie sin proceder a la excavación del sector C |

### Sector C. Restos de fauna
| Ovicápridos | Múltiples muestras. |

### Sector C. Materiales arqueológicos
| Sílex            | Placa tabular con retoque bifacial y continuo. Eneolítico. |
| Cerámica a mano  | Un fragmento de borde con incisiones transversales en el labio. Un fragmento de cuerpo decorado con triangulaciones. Varios fragmentos de cuencos y vasos con cuello exvasado y sin decoración (algunos con mamelones incipientes). Un fragmento de cuerpo y pie que presenta improntas de cestería. A destacar un fragmento de "Vaso estilo Campaniforme" con decoración incisa y pseudoexcisa. |
| Cerámica a torno | Abundantes fragmentos con decoración geométrica. Época Ibérica. Fragmentos de vasos globulares, cuellos y bordes de cabeza de ánade, platos hondos con pie anillado decorados con bandas y filetes de color marrón y rojizos en ambas superficies, platitos de ala y pie anillado decorados con bandas marrones, partes de cuerpos decoradas con bandas y circunferencias, etc.                  |
| Fusayolas        | Cuatro fusayolas con decoración puntillada en la mitad superior. |
| Fíbulas          | Una fíbula anular hispánica. |

## Hallazgos por materiales

### Restos humanos
| Número 1: | Adulto. Muy fragmentado. Amontonado y mezclado con número 2. Consta de dos fragmentos de mandíbula inferior, un fémur, un cúbito, una tibia más varios fragmentos de clavícula, etc.                                                                                |
| Número 2: | Niño. Muy fragmentado. Amontonado y mezclado con número 1. Consta de múltiples fragmentos de vértebras, delgados restos de cráneo, dentadura de leche, finos fragmentos de costillas, un húmero (13 cm.) un fémur (17 cm) y una diáfisis (posiblemente del peroné). |
| Número 3: | Adulto completo, fue el mejor estudiado. |
| Número 4: | Adulto. Partes completas. Apto para el estudio. Consta de brazo, axis, pelvis y fémur, en disposición fetal o flexionada, ocupando una superficie entre 1'10 cm y 1'20 cm.                                                                                          |
| Número 5: | Niño. Muy fragmentado. Junto a número 7. Consta de restos de cráneo y dientes. |
| Número 6: | Adulto joven. Muy fragmentado. Consta de molares con escaso desgaste y se pudo recomponer un cúbito, un radio, un húmero (27 cm) un fémur (38 cm) más algunas vértebras y una clavícula.                                                                            |
| Número 7: | Niño. Muy fragmentado. Junto a número 5. Consta de algunos restos de cráneo y dientes. |
| Número 8: | Cráneo. Muy fragmentado. Consta de multitud de fragmentos óseos. |
| Número 9: | Cráneo y varias costillas más una articulación de brazo, un húmero y restos varios. Fue hallado en la parte norte de la cueva. |

### Restos de fauna
Cinco Fragmentos de Ovis aries, dos fragmentos de Capra hircus, una hemimandíbula derecha y varios fragmentos de vértebras de Bos taurus y múltiples restos de ovicápridos.

### Sílex
Un Fragmento distal de hojita sin retocar, un fragmento medial y distal de hojita sin retocar, una lasca con retoque bifacial invasor, cinco puntas de flecha con pedúnculo y aletas incipientes con retoque plano, cubriente y bifacial, un fragmento medial y distal de hoja de retoque directo, oblicuo y continuo en el borde izquierdo, un fragmento medial y distal de hoja con retoque directo, oblicuo e invasor, en el borde izquierdo y parte distal, e invasor en el borde derecho, un perforador sobre hoja con retoque directo, abrupto y oblicuo bilateral, tres puntas de flecha foliáceas con retoque plano, cubriente y bifacial más una "Placa tabular" con retoque bifacial y continuo.

### Cerámica a mano
Un cuenco hemisférico de pequeñas dimensiones hecho a mano y sin decoración, un vaso globular con cuello corto y ligeramente exvasado hecho a mano y sin decoración, varios fragmentos de cerámica atípicos y sin decoración, un vaso con asa anular vertical hecho a mano y sin decoración, un cuenco hemisférico hecho a mano y sin decoración, un pequeño vaso carenado hecho a mano y sin decoración, un cuenco en forma de casquete hecho a mano y sin decoración más diversos fragmentos atípicos hechos a mano y sin decoración, un fragmento de borde con incisiones transversales en el labio, un fragmento de cuerpo decorado con  triangulaciones, varios fragmentos  de cuencos y vasos con cuello exvasado y sin decoración (algunos con mamelones incipientes), un fragmento de cuerpo y pie que presenta improntas de cestería y un fragmento de vaso estilo "Campaniforme" con decoración incisa y pseudoexcisa.

### Cerámica a torno
Abundantes fragmentos con decoración geométrica de Época Ibérica, fragmentos de vasos globulares, cuellos y bordes de cabeza de ánade, platos hondos con pie anillado decorados con bandas, y filetes de color marrón y rojizos en ambas superficies, platitos de ala y pie anillado decorados con bandas marronesy y algunas partes de cuerpos decoradas con bandas y circunferencias, etc.

### Piedra
Un hacha pulida de material "semejante a la obsidiana", un hacha pulida de color verde y gris moteada de negro "semejante al granito", un hacha parcialmente descompuesta de color negruzco "semejante al pórfido".

### Hueso
Dos colgantes en forma rectangular con perforación en uno de sus extremos, un gran colgante fabricado sobre colmillo de Sus Scrofa,un colgante fabricado sobre un incisivo con perforación superior, un botón en "V", un botón en forma cuadrada con dos perforaciones y muy desgastado, un punzón roto en la parte distal fabricado sobre el metapodio de un ovicáprido.

### Concha
Trece dentalium s.p. cuentas de collar, una Thais haemastoma muy pulida, un colgante con perforación central y en ápice, quince colgantes realizados sobre fragmentos de Acanthocardia tuberculata y de Glycimeris Gaditanus con perforación y diversas morfologías; triangulares, ovalados, segmentos de círculo.

### Metal
Una punta de jabalina del tipo Palmela de hoja ovalada con largo pedúnculo y de sección rectangular realizada en cobre.

### Fusayolas
Cuatro fusayolas con decoración puntillada en la mitad superior.

### Fíbulas
Una fíbula anular hispánica.

## HCT en Cova Santa
Podemos observar los rasgos que definen este Horizonte de Transición Campaniforme en Cova Santa tales como son; una continuidad en el uso de cuevas como lugares de inhumación, a través de enterramientos colectivos propios del Neolítico, frente a los enterramientos individuales en cistas que se generalizarán a partir del Bronce Inicial, así como el hallazgo decreciente de útiles líticos manteniéndose en cambio la fabricación de hachas y hazuelas pulidas o la presencia de adornos de cobre, de puntas de Palmela y de puñales de lengüeta además de la aparición de botones con perforación en V, todo ello relacionado con la presencia del Vaso Campaniforme como útil director.